# As Cruzadas vistas pelos Árabes
As Cruzadas vistas pelos Árabes (no original em francês: "Les Croisades vues par les Arabes") é um livro do escritor franco-libanês Amin Maalouf, publicado originalmente em 1983 e traduzido para vários idiomas.

## Sinopse
Como o próprio nome sugere, o livro narra as opiniões dos árabes sobre as Cruzadas e, sobretudo, sobre os cruzados - os "Franj" (Francos), como eles os chamavam -, tidos como cruéis, selvagens, ignorantes e culturalmente atrasados.
Combinando História e Literatura, Maalouf simula uma autobiografia (mas baseada na história real) de Hasan al-Wazzan, um embaixador árabe que, no ano de 1518, em viagem de peregrinação à Meca, foi capturado por piratas sicilianos e entregue ao grande papa da Renascença, Leão X. 
Das primeiras invasões, no Século XI, até a derrocada geral das Cruzadas, no Século XIII, o livro constrói uma narrativa inversa àquela que é corrente no mundo ocidental, percorrendo uma longa galeria de figuras humanas famosas, descrevendo os principais fatos belicosos, e exibindo situações pitorescas de um cenário histórico onde os cristãos são vistos como "bárbaros",  desconhecedores das regras mais elementares de honra, dignidade e ética social.